# Tongshan (Xianning)

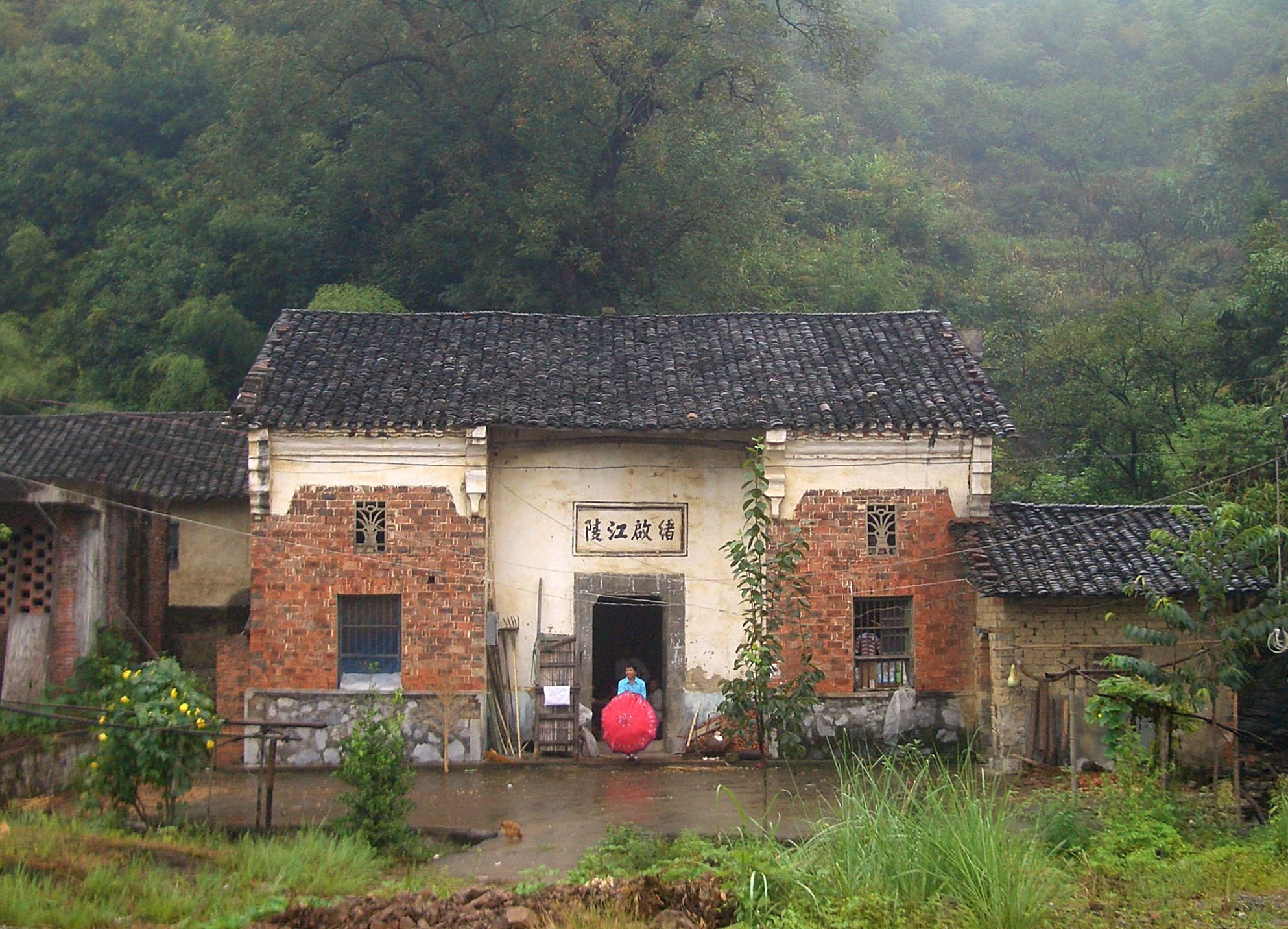
Typisches traditionelles Bauernhaus in Tongshan

Tongshan (chinesisch 通山县, Pinyin Tōngshān Xiàn) ist ein Kreis im Südosten der chinesischen Provinz Hubei. Er gehört zum Verwaltungsgebiet der bezirksfreien Stadt Xianning. Er hat eine Fläche von 2.424 km² und zählt 377.700 Einwohner (Stand: Ende 2019).
Das Grab von Li Zicheng (Li Zicheng mu 李自成墓) steht seit 1988 auf der Liste der Denkmäler der Volksrepublik China (3-255).